# Риола Сардо
Рио̀ла Са̀рдо (на италиански: Riola Sardo; на сардински: Arriòra, Ариора) е малко градче и община в Южна Италия, провинция Ористано, автономен регион и остров Сардиния. Разположено е на 9 m надморска височина. Населението на общината е 2037 души (1 януари 2023).